# 加賀田葵夏
加賀田 葵夏（かがた きか、1997年6月14日 - ）は、日本の女子レスリング選手。東京都出身。階級は50kg級。

## 来歴
ゴールドキッズでレスリングを始めた。高南中学1年の時から全国中学生選手権を3連覇した。また、1年の時にはジュニアクイーンズカップ中学生の部で優勝すると、クリッパン女子国際大会カデットの部ではその後3度優勝することになった。2年からはJOC杯カデットの部で3連覇を達成した。3年からはジュニアクイーンズカップカデットの部と世界カデット選手権で3連覇を果たした。文化学園大杉並高校に進むと、2年の時からJOC杯ジュニアの部を4連覇した。3年の時からアジアジュニア選手権も2連覇した。また、インターハイでも優勝を飾った。2016年に青山学院大学へ進学すると、1年の時に全日本学生選手権とデーブ・シュルツ記念国際大会で優勝、全日本選手権でも2位になった。2年の時には世界ジュニア48kg級で優勝した。3年の時には全日本学生選手権とヤリギン国際大会で優勝するも、世界大学選手権と全日本選手権では2位だった。4年の時には全日本選抜選手権で3位だったが、U-23世界選手権50kg級で優勝して、3部門（カデット、ジュニア、U23）での世界一を達成した。

## 主な戦績
- 2010年 - ジュニアクイーンズカップ 中学生の部　優勝（37kg級）
- 2010年 - JOC杯カデットの部　2位（38kg級）
- 2010年 - 全国中学生選手権　優勝（37kg級）
- 2010年 - 全日本女子オープン選手権（中学生の部）　優勝（41kg級）
- 2011年 - クリッパン女子国際大会　カデットの部　優勝（40kg級）
- 2011年 - ジュニアクイーンズカップ 中学生の部　3位（44kg級）
- 2011年 - JOC杯カデットの部　優勝（43kg級）
- 2011年 - 全国中学生選手権　優勝（41kg級）
- 2011年 - 全日本女子オープン選手権（中学生の部）2位（46kg級）
- 2011年 - 全国中学選抜選手権　優勝（44kg級）
- 2012年 - ジュニアクイーンズカップ  カデットの部　優勝（46kg級）
- 2012年 - JOC杯カデットの部　優勝（46kg級）
- 2012年 - 全国中学生選手権　優勝（44kg級）
- 2012年 - 全国中学選抜選手権　優勝（48kg級）
- 2012年 - 世界カデット選手権　優勝

49kg級での戦績
- 2013年 - クリッパン女子国際大会　カデットの部　優勝
- 2013年 - ジュニアクイーンズカップ  カデットの部　優勝
- 2013年 - JOC杯カデットの部　優勝
- 2013年 - 世界カデット選手権　優勝
- 2013年 - 全日本女子オープン選手権（高校生の部）　2位
- 2014年 - クリッパン女子国際大会　カデットの部　優勝
- 2014年 - ジュニアクイーンズカップ  カデットの部　優勝
- 2014年 - JOC杯ジュニアの部　優勝（48kg級）
- 2014年 - 世界カデット選手権　優勝
- 2014年 - 全日本女子オープン選手権（高校生の部）2位（52kg級）

48kg級での戦績
- 2015年 - クリッパン女子国際大会　2位
- 2015年 - ジュニアクイーンズカップ ジュニアの部　2位
- 2015年 - JOC杯ジュニアの部　優勝
- 2015年 - アジアジュニア選手権　優勝
- 2015年 - インターハイ　優勝（49kg級）
- 2016年 - クリッパン女子国際大会　2位（48kg級）
- 2016年 - ジュニアクイーンズカップ ジュニアの部　2位
- 2016年 - JOC杯ジュニアの部　優勝（51kg級）
- 2016年 - アジアジュニア選手権　優勝
- 2016年 - 全日本学生選手権　優勝
- 2016年 - 全日本選手権　2位
- 2017年 - デーブ・シュルツ記念国際大会　優勝
- 2017年 - ジュニアクイーンズカップ ジュニアの部　2位
- 2017年 - JOC杯ジュニアの部　優勝（51kg級）
- 2017年 - 世界ジュニア　優勝
- 2017年 - 全日本学生選手権　2位

50kg級での戦績
- 2018年 - 全日本学生選手権　優勝
- 2018年 - 世界大学選手権　2位
- 2018年 - 全日本選手権　2位
- 2019年 - ヤリギン国際大会　優勝
- 2019年 - 全日本選抜選手権　3位
- 2019年 - 全日本学生選手権　3位
- 2019年 - U-23世界選手権　優勝

（出典）